# Ayumu Yokoyama
Ayumu Yokoyama (横山 歩夢?, Yokoyama Ayunu; Tokyo, 4 marzo 2003) è un calciatore giapponese, attaccante del Genk.

## Carriera

### Club
Ha iniziato la sua carriera calcistica nel Matsumoto Yamaga ed ha debuttato il 28 febbraio 2021 nell'incontro di J2 League pareggiato 0-0 contro il Renofa Yamaguchi. Dopo la retrocessione del club in terza divisione è diventato il centravanti titolare ed ha concluso la sua seconda stagione con 11 reti in 29 partite.
Il 20 dicembre 2022 stato acquistato a titolo definitivo dal Sagan Tosu con un contratto valido a partire dal gennaio del 2023. Ha debuttato in J1 League il 18 febbraio nell'incontro perso 5-0 contro lo Shonan Bellmare ed il 12 luglio ha segnato il primo gol con la nuova casacca in Coppa dell'Imperatore contro il Roasso Kumamoto.
Il 10 agosto 2024 ha lasciato il Giappone per firmare un contratto con il Birmingham City, club appena retrocesso nella terza divisione inglese.

### Nazionale
Ha giocato nella nazionale giapponese Under-20.

## Statistiche

### Presenze e reti nei club
Statistiche aggiornate al 10 agosto 2024.
| Stagione        | Squadra          | Campionato      | Campionato | Campionato | Coppe nazionali | Coppe nazionali | Coppe nazionali | Coppe continentali | Coppe continentali | Coppe continentali | Altre coppe | Altre coppe | Altre coppe | Totale | Totale | Totale |
| Stagione        | Squadra          | Comp            | Pres       | Reti       | Comp            | Pres            | Reti            | Comp               | Pres               | Reti               | Comp        | Pres        | Reti        | Pres   | Reti   |        |
| --------------- | ---------------- | --------------- | ---------- | ---------- | --------------- | --------------- | --------------- | ------------------ | ------------------ | ------------------ | ----------- | ----------- | ----------- | ------ | ------ | ------ |
| 2021            | Matsumoto Yamaga | J2              | 16         | 0          | CdL             | 2               | 0               |                    | -                  | -                  |             | -           | -           | 18     | 0      |        |
| 2022            | Matsumoto Yamaga | J3              | 29         | 11         | CdL             | 0               | 0               |                    | -                  | -                  |             | -           | -           | 29     | 11     |        |
| 2023            | Sagan Tosu       | J1              | 17         | 0          | CG+CdL          | 1+1             | 0+1             |                    | -                  | -                  |             | -           | -           | 19     | 1      |        |
| 2024            | Sagan Tosu       | J1              | 24         | 5          | CG+CdL          | 2+0             | 1+0             |                    | -                  | -                  |             | -           | -           | 26     | 6      |        |
| Totale carriera | Totale carriera  | Totale carriera | 86         | 16         |                 | 6               | 2               |                    | 0                  | 0                  |             | -           | -           | 92     | 18     |        |